# Conny Mus
Coenraad Willem (Conny) Mus (Amsterdam, 21 oktober 1950 - Utrecht, 20 augustus 2010) was een Nederlandse journalist. 

## Biografie
Conny Mus ging na de lagere school aan de slag bij een import-exportbedrijf, waardoor hij als 17-jarige al in voormalig Joegoslavië en Roemenië kwam. Zijn ervaringen aldaar schreef hij op. De stukjes stuurde hij op naar regionale kranten in de randstad. 
In 1981 verhuisde hij naar Jeruzalem om een bedrijf te starten voor de import van kamerplanten uit Nederland. Dit werd geen succes, maar zijn verhalen bleken wel aan te slaan. Hij werd freelancer voor de EO, de VRT, en vanaf 1985 ook voor het Nederlands Dagblad.
In 1989 werd Mus correspondent voor RTL Nieuws op de Nederlandse televisiezender RTL-Véronique (vanaf 1990 RTL 4) vanuit Israël. Voor dit nieuwsprogramma maakte hij meer dan 1300 reportages. Hij deed veel verslag vanuit het Midden-Oosten, inclusief de Palestijnse Gebieden, Irak, Jordanië en Egypte, maar ook landen als Cambodja, Cyprus, Kosovo en Zuid-Afrika. Hij deed verslag van verschillende oorlogen, waaronder de eerste en tweede Golfoorlog. Tijdens de oorlog in Libanon in 2006 ontsnapte hij drie keer aan de dood. 
Hij maakte ook reportages voor de internationale nieuwszenders van BBC en CNN en reportages voor Het Nieuws van de Vlaamse commerciële zender VTM.

### Overlijden
Conny Mus is in de nacht van 19 op 20 augustus 2010 tijdens zijn vakantie in Nederland in Utrecht overleden aan een hartstilstand. In 2004 had hij ook een zware hartaanval gehad en kreeg hij zes bypasses. Zijn laatste uitzending op RTL 4 was op 7 augustus 2010. Hij is begraven op begraafplaats Westgaarde in Amsterdam.